# Gelidocalamus velutinus
Gelidocalamus velutinus är en gräsart som beskrevs av Wan Tao Lin. Gelidocalamus velutinus ingår i släktet Gelidocalamus och familjen gräs. Inga underarter finns listade i Catalogue of Life.